# Tallbacken, Nacka kommun

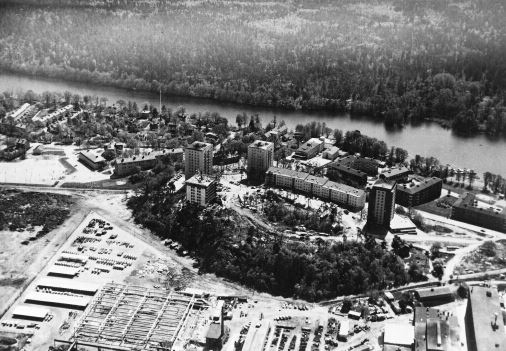
Tallbacken under uppförande, 1958-1959. Den norra längan är inte påbörjad än och på Atlas Copcos område byggs centrallagret.

Tallbacken är ett bostadsområde i Sickla, Nacka kommun. Den första bostadsbebyggelsen uppfördes i slutet av 1890-talet  för arbetare och förmän i företaget AB Diesels Motorer. Nuvarande bostadshus kom till under åren 1956-1962 efter ritningar av arkitekt Sture Frölén.

## Historik

### Arbetarbostäder för Diesels Motorer
Verkstadsföretaget AB Diesels Motorer (idag Atlas Copco) var sedan 1898 etablerat strax norr om Tallbacken. För sina arbetare lät företaget bygga trähus i två våningar med fyra lägenheter på ett rum och kök samt ett källarutrymme för ved. Till varje hus hörde även en liten trädgårdstäppa. Husen liknade statarlängor och var målade i rött med vita detaljer. De byggdes av grova plank och med hyvelspån som värmeisolering. Uppvärmningen av lägenheterna skedde genom vedeldning och utedass låg i en separat länga. Man hade brunn på gården och tvättstuga fanns nere vid Långsjön (nuvarande Sicklasjön). Elektricitet installerades först 1922. Västra delen av Tallbacken bebyggdes med bostäder för verkmästare och förmän vid Atlas Diesel. 

### Historiska bilder

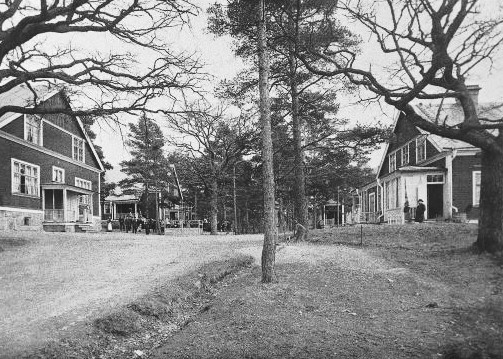
Verkmästar-bostäder, 1908
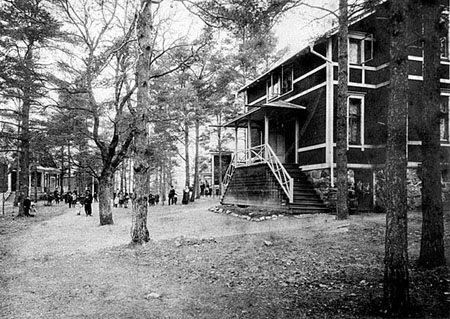
Verkmästar-bostäder, 1908
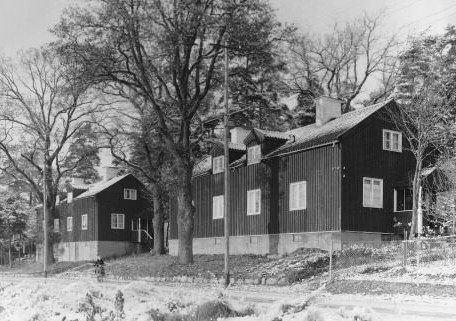
Arbetar-bostäder, 1920-tal
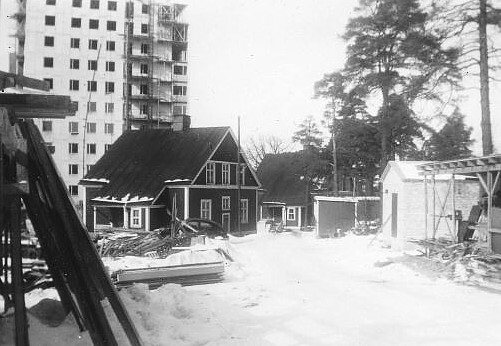
Gammal möter nytt, 1955

### Nuvarande bostadsbebyggelse
Åren 1955–1959 revs det gamla området och på platsen uppfördes nuvarande bebyggelse, även kallad ”Långsjöhusen” (efter Sicklasjöns äldre namn). För arkitekturen stod Sture Frölén och området stod färdigt 1962. Området består av fyra punkthus med 12 våningar och tre bostadslängor med fyra våningar som grupperar sig kring Atlasvägen. I mitten ligger ett trädbevuxet grönområde. I början fanns även en livsmedelsaffär som låg i anslutning till ett av punkthusen. Anläggningen innehåller 250 lägenheter som beboddes av arbetare för Atlas Diesels fabrik (se Atlas Copco, Sickla). Nedanför Tallbacken ligger bostadsområdet Sickla strand, ritat av Erik och Tore Ahlsén (1947-48) och ursprungligen avsett för Atlas Diesels arbetare.

### Nutida bilder

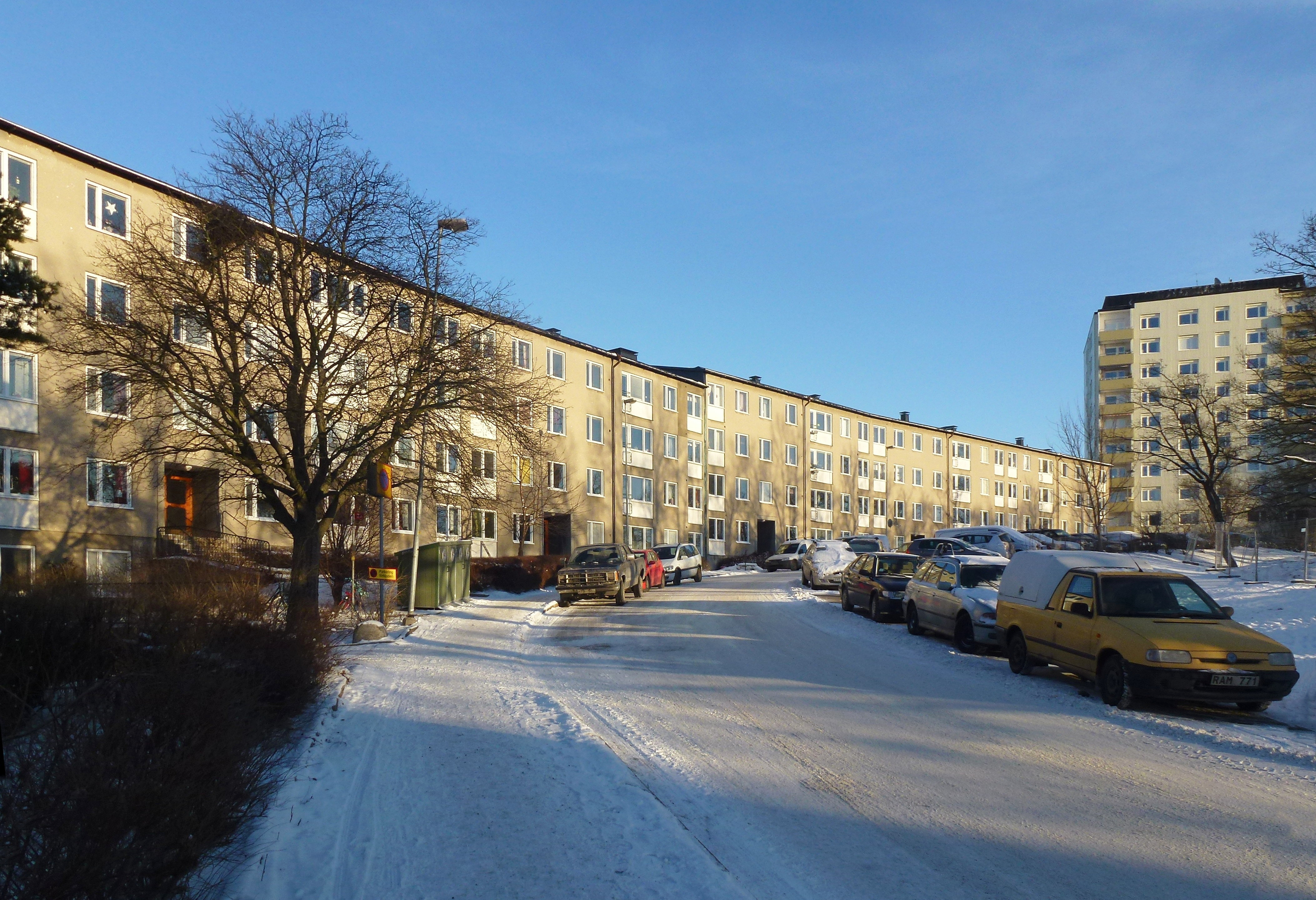
Längan vid Atlasvägen mot öst
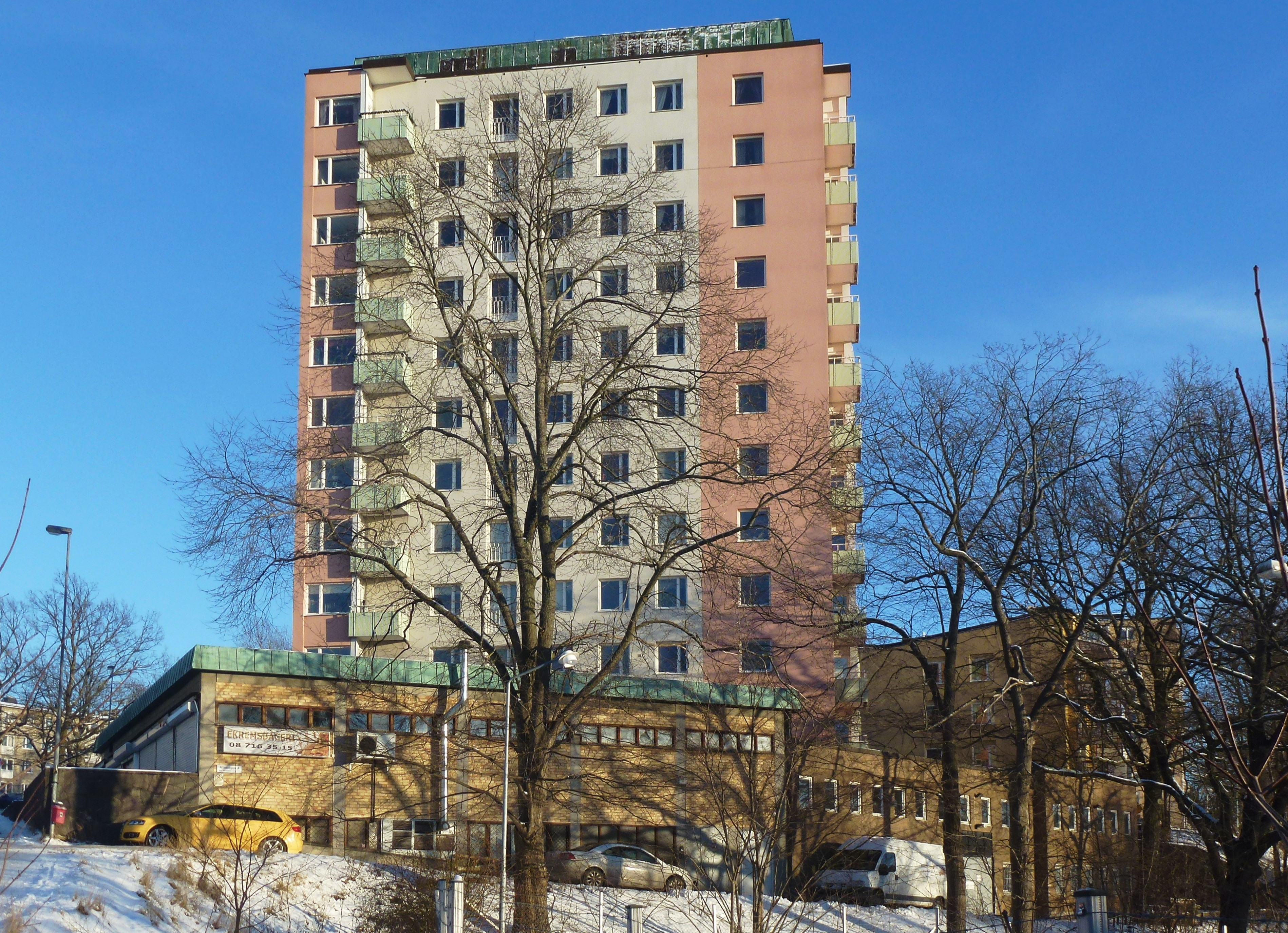
Ett av punkthusen med servicebyggnaden
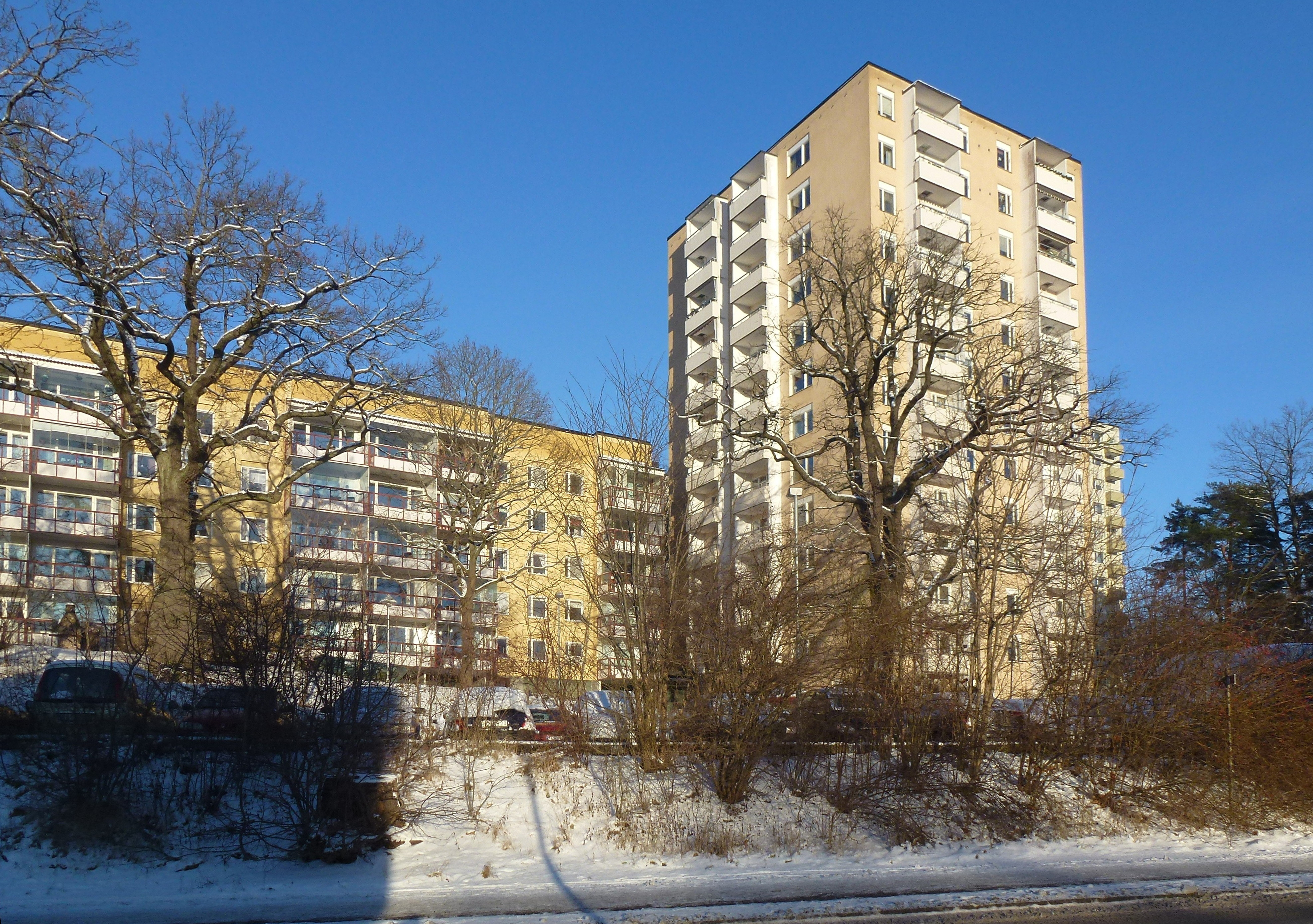
Längan och punkthuset mot Gillevägen
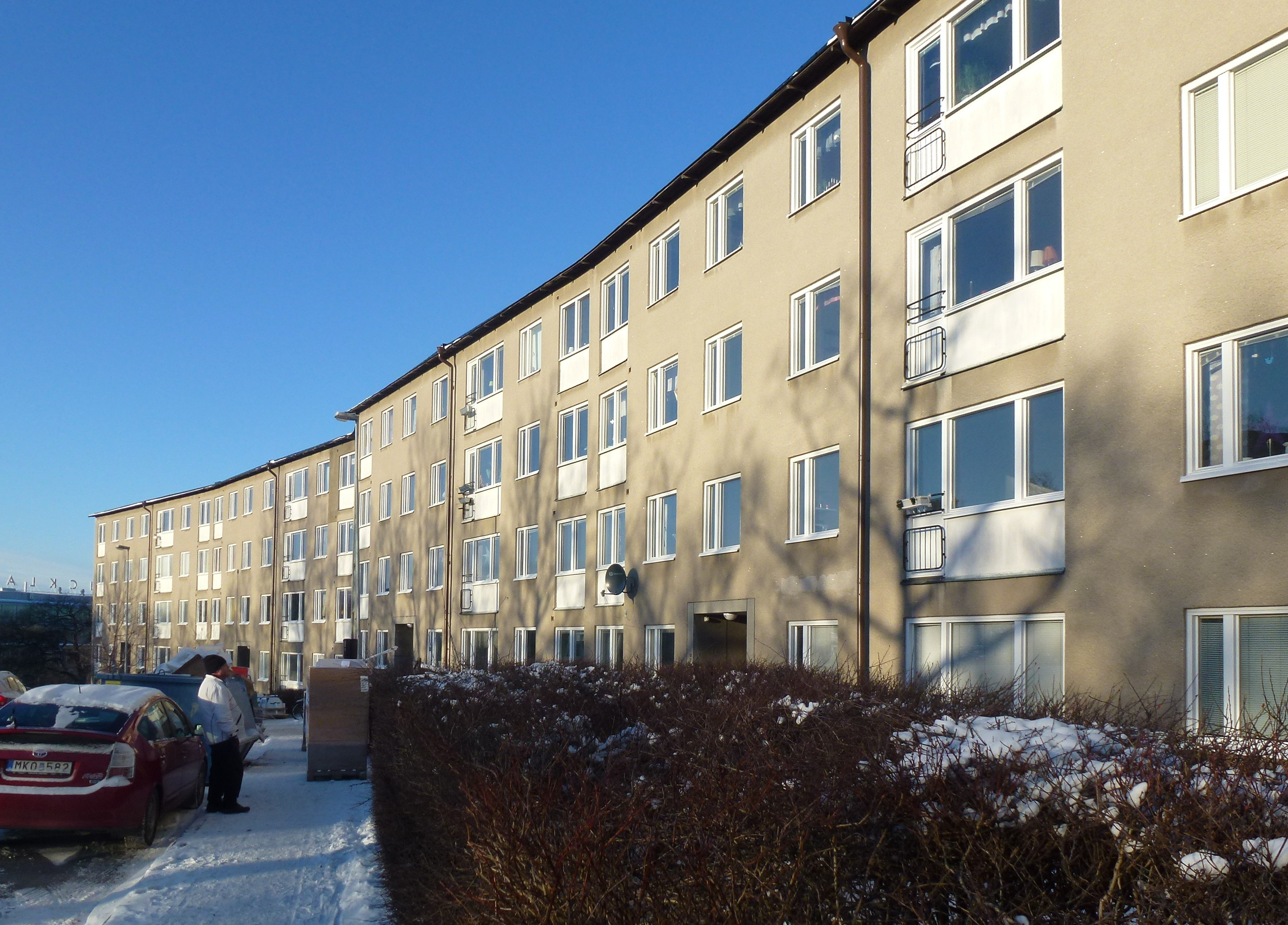
Längan vid Atlasvägen mot väst